# Партија Колорадо
Национална републичка асоцијација — Партија Колорадо (шп. Asociación Nacional Republicana — Partido Colorado, ANR-PC) је конзервативна политичка партија у Парагвају, основана 1887. године. Најчешће се ословљава скраћено као Партија Колорадо. Тренутни председник партије је Хосе Алберто Алдерете. Партијски кандидат, Бланка Олевар је на изборима за председника 2008. изгубила од Фернанда Луга и тиме је окончана 61-годишња владавина Партије Колорадо.